# Chrysometa chipinque
Chrysometa chipinque är en spindelart som beskrevs av Claude Lévi 1986. Chrysometa chipinque ingår i släktet Chrysometa och familjen käkspindlar. Inga underarter finns listade i Catalogue of Life.